# Самоград (острво)
43° 41′ 20″ N 15° 33′ 21″ E / 43.68889° С; 15.55583° И
Самоград је ненасељено острвце у хрватском дијелу Јадранског мора. Налази се у Корнатском архипелагу око 3 km сјевероисточно од рта Меде на Курби Велој. Дио је Националног парка Корнати. Његова површина износи 0,043 km², док дужина обалске линије износи 0,85 km. Највиши врх је висок 33 m. Грађен је од кречњака кредне старости. Административно припада општини Муртер-Корнати у Шибенско-книнској жупанији.